# Baldeep Singh
Baldeep Singh (Punjab, 6 febbraio 1987) è un calciatore indiano, centrocampista svincolato.

## Caratteristiche tecniche
Centrocampista, può giocare anche come terzino destro.

## Carriera

### Club
Comincia a giocare al JCT. Nel 2010 si trasferisce al Salgaocar. Nel 2011 passa al Pune. Nel 2012 viene acquistato dal Prayag United. Nel 2014 si trasferisce allo United Kolkata. Nel 2014 viene acquistato dall'East Bengal.

### Nazionale
Ha debuttato in Nazionale il 1º agosto 2008, in India-Tagikistan (1-1). Ha partecipato, con la Nazionale, alla Coppa d'Asia 2011. Ha collezionato in totale, con la maglia della nazionale, 8 presenze.

## Palmarès

### Club

#### Competizioni nazionali
- I-League: 1

Salgaocar: 2010-2011